# Akira Takeuchi
Akira Takeuchi (竹内 彬 Takeuchi Akira?), född 18 juni 1983 i Kanagawa prefektur, är en japansk fotbollsspelare.
Takeuchi började sin karriär 2006 i Nagoya Grampus. Med Nagoya Grampus vann han japanska ligan 2010. 2011 flyttade han till JEF United Chiba. Han spelade 122 ligamatcher för klubben. Han gick tillbaka till Nagoya Grampus 2015. Efter Nagoya Grampus spelade han för Oita Trinita och Kamatamare Sanuki.